# Шънджоу 5
Шънджоу-5 (на китайски: 神舟五号) – първи пилотиран космически полет на КНР. Корабът „Шънджоу-5“ е изведен в орбита около Земята с помощта на ракетата-носител „Великия поход“. Преди пилотирания полет в Китай от 1999 г., са осъществени четири безпилотни изпитателни полета с корабите „Шънджоу“.

## Екипаж
- Ян Ливей (Yang Liwei), (на китайски: 杨利伟)

- Чжай Чжиган (Zhai Zhigang) – космонавт-дубльор
- Ние Хайшен (на китайски: 聂海胜) – резервен космонавт

Първата група китайски космонавти преминава подготовка за полети в Центъра за подготовка на космонавти „Ю. Гагарин“ в подмосковското Звездно градче.

## Описание на полета
„Шънджоу-5“ стартира на 15 октомври 2003 г. в 9 часа 03 минути местно време (01:03 UTC) от космодрума Дзиуцюен, който е разположен в северен Китай в провинция Гансу. Корабът достига височина 343 км в 01:10 (UTC). Корабът е пилотиран от космонавт (тайконавт) Ян Ливей – 38-годишен подполковник от Народната Освободителна армия на Китай. Китай става третата страна (след СССР и САЩ), самостоятелно осъществила пилотиран космически полет със собствени сили.
Програмата за пилотирани полети в Китай е започната през 1992 г.
Правителството на Китай държало в тайна датата на старта, но и датата на старта и датата на приземяването станали известни по целия свят по-рано. Китай официално обявил за полета на „Шънджоу-5“ след приземяването.
„Шънджоу-5“ извършва 14 обиколки и се приземява 21 часа след старта. Корабът влиза в атмосферата на 15 октомври в 22:04 (UTC). Приземяването става в 22:28 (UTC) на 4,8 км от планираното място в автономния район Вътрешна Монголия. Орбиталния модул на „Шънджоу-5“ останал в орбита около Земята и продължил автономния си полет до 30 май 2004 г.
15 минути след приземяването си космонавтът Ян Ливей излиза от спускаемия модул, и чак след това било официално обявено за успешното осъществяване на първия пилотиран полет в Китай.

## Параметри на полета
- Маса: 7,790 kg
- Перигей: 332 km
- Апогей: 336 km
- Наклон на орбитата: 42.4°
- Период: 91.2 minutes
- NSSDC ID: 2003-045A
- NORAD ID: 28043

## Последствия
В Китай първия успешен пилотиран космически полет е широко отбелязан. Всички средства за масова информация съобщават за него като за триумф на китайската наука и технология, велико постижение на китайския народ.
Председателя на КНР Ху Цзинтао, който присътствал на космодрума по време на старта, заявява, че това събитие е гордост за неговата родина, това е историческа крачка на китайския народ към върховете на световната наука и техника. Той добавил: „…Партията и народа няма да забравят тези, които са направили своя значителен принос в усвояването на космоса“.
От името на Централния Комитет на Комунистическата партия на Китай, Върховния Съвет и Централната военна комисия Ху Цзинтао поздравява всички специалисти, които осигурили осъществяването на този полет.

## Галерия
- Схема на космическия кораб „Шънджоу“
- Макет на космическия кораб „Шънджоу-5“
- „Шънджоу-5“ – спускаемия модул
- Скафандъра на Ян Ливей
- Ян Ливей